# انتخابات و همه‌پرسی آلمان، ۱۹۳۶
انتخابات پارلمانی در ۲۹ مارس ۱۹۳۶ در آلمان برگزار شد. آنها در قالب همه‌پرسی تک سؤالی، از رای‌دهندگان پرسیدند که آیا آنها اشغال نظامی راینلاند را تأیید می‌کنند و لیست تک حزبی تشکیل شده منحصراً از نازی‌ها (همچنین به‌طور رسمی مستقل "مهمان") برای رایشستاگ جدید کاندید شود.